# Francesco Geminiani
Francesco Geminiani fue un compositor, violinista, teórico y pedagogo musical italiano, nacido el 5 de diciembre de 1687 en Lucca (Italia) y fallecido el 17 de septiembre de 1762 en Dublín (Irlanda).
Encuadrado en el periodo barroco, tuvo como maestros a Alessandro Scarlatti y Arcángelo Corelli.
Tras el fallecimiento de Henry Purcell a finales del siglo XVII, Inglaterra se quedó sin figuras destacables en el ámbito musical, por lo que fueron compositores extranjeros los que, a lo largo del siglo XVIII, marcaron la evolución musical: Giovanni Bononcini en la ópera, Händel en la música religiosa, y Giuseppe Sammartini y, especialmente, Geminiani en la música instrumental.

## Obra musical

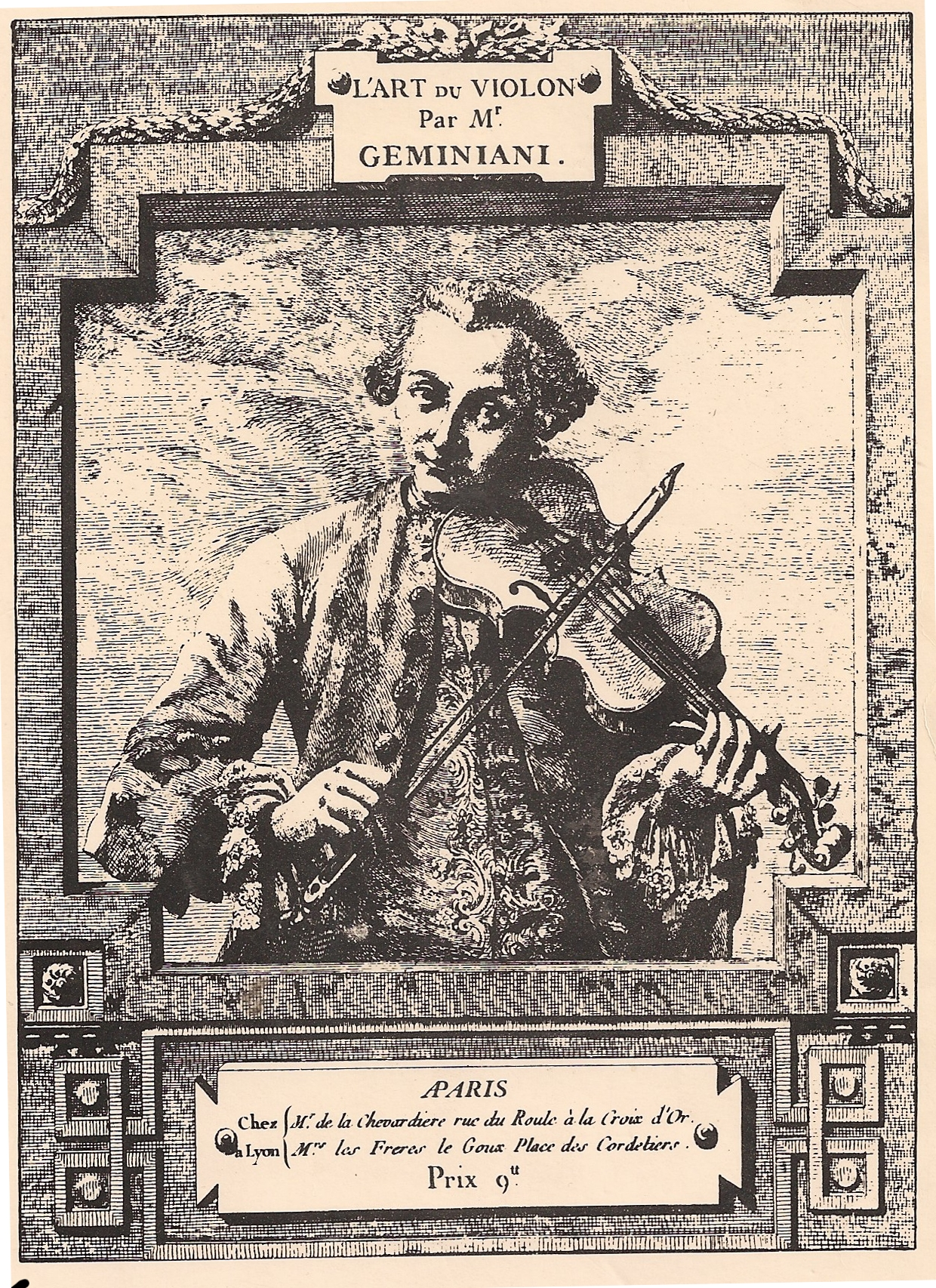
Retrato de Francesco Geminiani en "L'art de jouer le Violon", 1752.

- Op.3 n.º 1 Concierto grosso en re mayor.
- Op.3 n.º 3 Concierto grosso en mi menor.
- Op.3 n.º 5 Concierto grosso en si bemol mayor. 1732.
- Op.3 n.º 6 Concierto grosso en mi menor.
- Op.5 n.º 1 Concierto en re mayor.
- Op.5 n.º 3 Concierto en do mayor.
- Op.5 n.º 4 Sonata en si bemol mayor.
- Op.5 n.º 6 Sonata para violonchelo y continuo en la menor.
- Op.7 n.º 1 Concierto grosso en re mayor.
- Op.7 n.º 5 Concierto grosso en do menor.
- Op.7 n.º 6 Concierto grosso en si bemol mayor.
- El bosque encantado. (Ballet en dos actos)

## Obra teórica

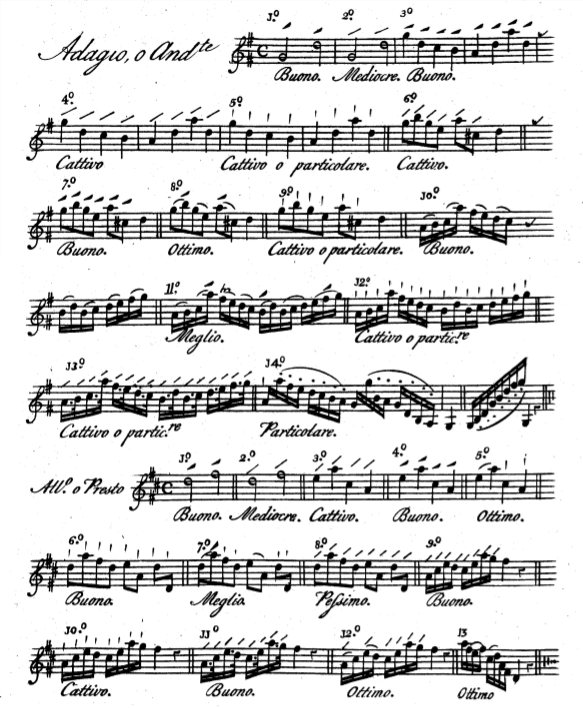
Ejemplo de articulación en la obra The Art of Playing on the Violin.

Geminiani dedicó más de diez años antes de su fallecimiento a sus escritos teóricos, algunos relacionados con composiciones musicales propias, publicados en Inglaterra. Estos son:
- The Rules for playing in a true Taste, Op 8 (1748);
- A Treatise of Good Taste in the Art of Musick  (1749);
- The Art of Playing on the Violin, Op. 9 (1751);
- The  Guida Armonica, Op. 10 (1752);
- The Art of Accompaniament, Op 11 (1754);
- The Art of Playing the Guitar and Cittra (1760).